# Płonąca pochodnia
Płonąca pochodnia (hiszp. La antorcha encendida) – meksykańska telenowela wyprodukowana przez koncern mediowy Televisa w 1996 r. W rolach głównych Leticia Calderón i Humberto Zurita.

## Obsada
- Leticia Calderón – Teresa de Muñiz (138 odcinków)[1]
- Humberto Zurita – Mariano Foncerrada (1)
- Juan Ferrara – Don Pedro de Soto (138)
- Julieta Rosen – Manuela de Soto (138)
- Ari Telch – Luis Foncerrada (1)
- Juan Peláez – Don Miguel Hidalgo y Costilla (138)
- Ernesto Laguardia – Gral. Ignacio Allende (138)
- Ofelia Guilmáin – Doña Macaria de Soto (138)
- Aarón Hernán – Padre Julián de Ibarne (1)
- Angélica María – Doña Bernarda de Muñiz (138)
- Sergio Reynoso – Don José María Morelos y Pavón (138)
- María Rojo – Doña Josefa Ortiz de Domínguez (138)
- Patricia Reyes Spíndola – Doña Juana de Foncerrada (1)
- Carmen Salinas – Doña Camila de Foncerrada (1)
- Enrique Rocha – Virrey Félix María Calleja (2)
- René Casados – Agustín de Iturbide (2)
- Jerardo – Santiago de Soto (2)
- Sergio Sánchez – Don Jacinto de Muñiz (138)
- Ramón Abascal – Mariano Jiménez (138)
- Leonardo Daniel – Juan Aldama (138)
- David Ostrosky – Mariano Abasolo (138)
- Toño Mauri – Andrés Quintana Roo (138)
- Juan Carlos Bonet – Nicolás Bravo (2)
- Juan José Arjona – Francisco Xavier Mina
- Christian Bach – María Ignacia 'Güera' Rodríguez (138)
- Luis Gatica – Juan Foncerrada (1)
- Alejandro Ruiz – Diego Foncerrada (1)
- Julio Beckles – Lorenzo Foncerrada (1)
- Sergio Jiménez – Matías de Heredia (1)
- Alejandra Ávalos – Ángela
- Mario Iván Martínez – Ignacio López Rayón
- María Rivas – Virreina Inés de Jáuregui (1)
- Sergio Bustamante – Virrey José de Iturrigaray (1)
- Magda Karina – Brígida Almonte (1)
- Luis Gimeno – Guillermo Aguirre y Viana (1)
- Luis Xavier – Felipe Gómez Crespo
- Roxana Saucedo – Ana María Huarte
- Lorenzo de Rodas – Don Pablo de Irigoyen
- Isaura Espinoza – Micaela
- Roberto Ballesteros – Vicente Guerrero
- Óscar Bonfiglio – Guadalupe Victoria
- Julio Bracho – Simón Bolívar
- Raúl Buenfil – Mariano Matamoros
- Daniel Gauvry – Alexander Von Humboldt
- Armando Araiza – Martín García de Carrasquero
- Dacia Arcaraz – María Antonieta Morelos
- Odiseo Bichir – Fray Servando Teresa de Mier
- Luz María Jerez – Catalina de Irigoyen
- Gilberto Román – Miguel Domínguez
- Katia del Río – Leona Vicario
- Leticia Sabater – Joaquina Torreo de Esteve
- Maristel Molina – Doña Josefina Allué
- Nando Estevané – Manuel Hidalgo
- Claudio Sorel – Alcalde Ochoa
- Humberto Elizondo – Hermenegildo Galeana
- Sergio Klainer – Juan Ruiz de Apodaca
- Marco de Carlos – Juan O'Donojú
- Esteban Franco – El Pípila
- Javier Díaz Dueñas – Pedro Moreno
- Salvador Sánchez – Leonardo Bravo
- Jorge Santos – José María Hidalgo
- Humberto Dupeyrón – Mariano Hidalgo
- Ramón Menéndez – Manuel Abad y Queipo
- Alejandro Tommasi – José Nicolás de Michelena
- Germán Robles – Ángel Avella
- Antonio Medellín – "Amo" Torres
- Manolo García – Miguel de Bataller
- Roberto Blandón – Félix Flores Alatorre
- Manuel Saval – José Manuel Fuentes
- Natalia Esperón – María Francisca de la Gándara de Calleja
- Claudia Ferreira – Francisca de la Gándara
- Alberto Inzúa – Virrey Branciforte
- José Carlos Teruel – Bondpland
- Moisés Suárez – Arzobispo Lizana y Beausmont
- Martín Barraza – Lázaro
- Héctor Sáez – Juan Francisco Azcárate y Lezama
- Eduardo Liñán – Manuel de la Cancha
- Carlos Cámara – José Antonio Tirado
- Rafael Amador – Cabo Ortega
- Juan Carlos Colombo – Fray Vicente de Santa María
- Andrés Bonfiglio – Gliberto Riano
- Óscar Traven – Diego Berzábal
- Miguel Pizarro – José de la Cruz
- Isabel Benet – Ana de Soto (138)
- Fernando Sáenz – José María Mercada
- Raúl Castellanos – Narciso Mendoza
- Alejandro Gaytán – Indalesio Allende
- Daniel Seres – Miguel Hidalgo (14 años)
- Blanca Ireri – Manuela de Soto (niña)
- Socorro Bonilla – Basilia
- Lucía Guilmáin – China Poblana
- Socorro Avelar – Chenta
- Mercedes Pascual – Pilar
- Aurora Clavel – Dominga
- Israel Jaitovich – Álvaro de Urzúa
- Leopoldo Frances – Dámaso
- Toño Infante – Acompañante de Elizondo
- Jean Douverger – Lorenzo
- Eduardo Santamarina – Héctor
- Fabián Robles – José
- Luis Pedro Cabrera Nava – seminarzysta (3)
- Rodrigo Sieres – młody Santiago de Soto (3)
- Marystell Molina – Josefina Allué (2)

## Wersja polska
W Polsce serial emitowany był w telewizji Polsat w 1997 r.